# Scuola galego-castigliana
La Scuola gal(l)ego-castigliana o Scuola galiziano-castigliana (in lingua gallega Escola galego-castelá) raggruppa una serie di poeti, attivi nel periodo che va dalla fine del XIV all'inizio del XV secolo, i quali proseguono sulla falsariga della lirica galiziano-portoghese medievale, ma con un esito qualitativo minore, sia a livello letterario che linguistico (in quanto vi compaiono evidenti castiglianismi). Le composizioni di questa scuola sono raccolte principalmente nel Cancionero de Baena, ma anche nel Cancioneiro de Palacio, Cancioneiro de Stúñiga ...
Alcuni degli autori di questa scuola poetica furono Macías o Namorado, o l'Arcediano de Toro, Garci Fernandes de Gerena, Pero Gonçalez de Mendoza, Joan Pimentel, Joan de Merlo, Pedro da Cunha, Alfonso Álvarez de Villasandino.